# Support (géostatistique)
En géostatistique, le support est la taille physique, caractérisée par une géométrie et une orientation, du volume sur lequel est mesurée la variable régionalisée Z.
On reprendra ici les notations de la géostatistique intrinsèque. On se place généralement dans le cas d'une variable additive. Soit un volume V partitionné en unités vi de même support v (V est dit multiple de v), la valeur de Z sur V est la moyenne des valeurs sur vi.

## Illustrations
Le support est utile dans les travaux miniers, où la question n'est pas tant de savoir quels points sont riches en minerais, mais quels panneaux de taille fixée (selon les techniques utilisées) possèdent probablement une teneur à une valeur de coupure fixée par des contraintes techniques et économiques.

## Formule de Krige
La formule de Krige (également, de manière ambiguë, relation d'additivité), s'écrit :
{\displaystyle \sigma ^{2}\left(v|W\right)=\sigma ^{2}\left(v|V\right)+\sigma ^{2}\left(V|W\right)} pour trois supports, W multiple de V lui-même multiple de v.
D'où le cas particulier {\displaystyle \sigma ^{2}\left(v|V\right)=\sigma ^{2}\left(0|V\right)-\sigma ^{2}\left(0|v\right)}
Le passage à un support plus grand (la régularisation) se fait donc au prix d'une diminution de la variance de dispersion.

## Effet de support
Le support v est défini comme le voisinage (taille, géométrie, orientation) sur lequel est mesurée la variable régionalisée z. Celle-ci est dénommée additive si pour toute partition d'un volume V en volumes vi de même support v, la valeur sur le multiple V est la moyenne des valeurs sur les vi.
Sur un champ D divisé en volumes vi de même support v, la variance de dispersion empirique de la variable régionalisée z de v dans D s'écrit :
{\displaystyle s^{2}\left(v|D\right)={\frac {1}{n}}\sum _{i=1}^{n}\left(z\left(v_{i}\right)-z\left(D\right)\right)^{2}}
On définit également les courbes de sélectivité :
- courbe de sélectivité inverse à coupure z : {\displaystyle \scriptstyle T\left(z\right)={\frac {1}{n}}\sum _{i=1}^{n}\operatorname {1} _{z\left(v_{i}\right)\geq z}}
- courbe d'abondance à coupure z : {\displaystyle \scriptstyle Q\left(z\right)={\frac {1}{n}}\sum _{i=1}^{n}z\left(v_{i}\right)\operatorname {1} _{z\left(v_{i}\right)\geq z}}
- rapport {\displaystyle \scriptstyle m\left(z\right)={\frac {Q\left(z\right)}{T\left(z\right)}}}
- courbe métal/minerai : {\displaystyle \scriptstyle Q\left(T\right)}
- bénéfice conventionnel : {\displaystyle \scriptstyle B\left(z\right)={\frac {1}{n}}\sum _{i=1}^{n}\left(z\left(v_{i}\right)-z\right)\operatorname {1} _{z\left(v_{i}\right)\geq z}}

## Changement de support
Soit v  un support quelconque, vx sont translatés d'un vecteur x : {\displaystyle {\bar {Z}}\left(v_{x}\right)={\frac {1}{[v]}}\int _{v}Z\left(x+t\right)\mathrm {d} t}.
Le variogramme de Z(vx) vaut :
{\displaystyle \gamma _{v}\left(h\right)={\frac {1}{2}}\mathbf {Var} \left[{\bar {Z}}\left(v_{x+h}\right)-{\bar {Z}}\left(v_{x}\right)\right]}
{\displaystyle ={\frac {1}{2}}\left({\bar {\gamma }}\left(v_{x},v_{x+h}\right)-{\bar {\gamma }}\left(v_{x},v_{x}\right)-{\bar {\gamma }}\left(v_{x+h},v_{x+h}\right)\right)} car on reconnaît une variance d'extension
{\displaystyle ={\bar {\gamma }}\left(v_{0},v_{h}\right)-{\bar {\gamma }}\left(v_{0},v_{0}\right)} (les deux derniers termes sont égaux, le premier indépendant de x)
{\displaystyle \gamma _{v}\left(h\right)={\bar {\gamma }}\left(v_{0},v_{h}\right)-{\bar {\gamma }}\left(v_{0},v_{0}\right)}
Dans l'hypothèse stationnaire d'ordre 2, avec des notations similaires, {\displaystyle C_{v}\left(h\right)={\bar {C}}\left(v_{0},v_{h}\right)}